# 334. Infanterie-Division
La 334ª Divisione di fanteria (in tedesco 334. Infanterie-Division) fu una divisione dell'esercito tedesco attiva durante la seconda guerra mondiale.

## Storia
La 334ª Divisione di fanteria venne creata nel novembre del 1942 nel campo di addestramento di Grafenwöhr, in Germania. Questa divisione era quantomai inusuale dal momento che i tre reggimenti che la componevano provenivano da tre differenti distretti militari (Wehrkreise); la divisione disponeva di due reggimenti misti di fanteria motorizzata (Grenadier-Regiment 754 proveniente dal Wehrkreise di Norimberga, e Grenadier-Regiment 755 proveniente dal Wehrkreise di Vienna) e di un reggimento di fanteria da montagna (Gebirgsjäger-Regiment 756, proveniente dal Wehrkreise di Salisburgo). Inviata in Tunisia nel dicembre seguente, venne subordinata alla 5. Panzerarmee partecipando ai tentativi da parte delle forze dell'Asse di contrastare l'invasione degli Alleati nel Nord Africa.
La divisione inquadrò nelle sue file anche la Falange africana (francese: Phalange africaine) un battaglione di volontari, creato nel novembre del 1942 da parte delle forze di Francia di Vichy in Nord Africa a sostegno delle forze dell'Asse in Tunisia.
Impiegata in duri combattimenti, venne infine accerchiata dalle truppe britanniche e costretta alla resa l'8 maggio 1943 a Capo Bon, precedendo di pochi giorni la resa delle restanti truppe dell'Asse in Tunisia.
La divisione venne ricostituita in Francia nel giugno del 1943 con elementi dell'80ª Divisione di fanteria, sempre strutturata su tre reggimenti (i Grenadier-Regiment 754, 755 e 756); il Gebirgsjäger-Regiment 756 venne invece ricostruito come unità indipendente. La divisione venne trasferita quindi in Italia sul finire del 1943, dove partecipò, inquadrata nell'Heeresgruppe C alla difesa della Linea Gotica; i resti della divisione si arresero agli americani nell'aprile del 1945 nella zona di Bologna.

## Comandanti
- Oberst poi Generalmajor Friedrich Weber (15 novembre 1942 - 15 aprile 1943)
- Generalmajor Fritz Krause (15 aprile - 12 maggio 1943)
- General der Artillerie Heinz Ziegler (24 maggio - 20 ottobre 1943)
- Generalleutnant Walter Scheller (20 ottobre - bis 27 novembre 1943)
- Generalleutnant Hellmuth Böhlke (1 febbraio 1944 - 16 aprile 1945)
- Oberst Schenck (16 aprile 1945 - fine della guerra)